# Mafia chechena
La mafia chechena (en checheno: Нохчийн мафи; en ruso: Чеченская мафия, Chechenskaya mafia) es uno de los mayores grupos étnicos del crimen organizado que operan en la antigua Unión Soviética junto a grupos mafiosos rusos establecidos.

## Estructura
Si bien la mayoría de los grupos mafiosos eslavos y caucásicos en la era soviética siguieron el prototipo de la subcultura del «ladrón en la ley», los chechenos se resistieron en gran parte a ello, prefiriendo utilizar la estructura tribal de la teip, así como el concepto de abrek, el bandido-héroe. Hay relativamente pocos ladrones en la ley chechenos.

## Actividad en Moscú
La rama de Moscú de la mafia chechena, también conocido como la Obschina o «comunidad», fue fundada por el mafioso Nikolai Suleimanov durante la década de 1980. Suliemanov operaba un negocio de automóviles de segunda mano y obtuvo la mayor parte de sus ganancias a través de la evasión de impuestos. Posteriormente comenzaron con la extorsión cuando el capitalismo penetró en la economía soviética y, en este punto, se unió como matón Khozh-Ahmed Noukhayev, estudiante universitario y parte de un movimiento estudiantil clandestino dedicado a la independencia de Chechenia.
El Noukhayev más ideológico impuso una condición adicional para las empresas bajo su "protección", que era que ellos deben invitar a un checheno en su fuerza de trabajo. Facilitar la migración chechena en Moscú significaría que su organización se convirtiese en una fuerza formidable en el mundo clandestino. Boris Berezovsky era uno de los empresarios asociados a los chechenos durante este período.
La reputación de Chechenia en cuanto a violencia era formidable, y en poco tiempo se convirtió en el grupo criminal dominante en Moscú. Esto los puso en conflicto con las bandas eslavas, incluyendo la Solntsevskaya bratva y la Orekhovskaya, quienes formaron una alianza para expulsar a los chechenos de la capital. Fueron apoyados por el Servicio Federal de Seguridad ruso (FSB), preocupado por los crecientes vínculos entre la delincuencia organizada y el movimiento separatista checheno.

## Conexiones con el separatismo checheno
Khozh-Ahmed Noukhayev afirmó que él comenzó la extorsión como estudiante para ayudar a recaudar fondos para la causa nacionalista chechena. De hecho, en el transcurso de sus actividades, Noukhayev conoció a Dzhokhar Dudayev, que reconoció su importante papel en la comunidad chechena en Moscú y lo tomó como un ayudante extraoficial, antes de ayudarle a escapar de la cárcel en 1991.
Noukhayev jugó un papel destacado en la período previo a la Primera Guerra de Chechenia al participar en las negociaciones de última hora con el gobierno ruso. Más tarde luchó y fue herido en la batalla de Grozni. Después de la guerra, Noukhayev siguió desempeñando un papel clave en la política de Chechenia y creó una empresa, el Mercado Común Caucásico, cuyo objetivo era llevar la prosperidad a Chechenia mediante la construcción de un oleoducto entre Europa y Azerbaiyán. Sin embargo, el estallido de la Segunda Guerra de Chechenia terminó con esta iniciativa.
En el caos de la devastada Chechenia, muchas de las fuerzas insurgentes volvieron a la delincuencia con el fin de recaudar fondos. El secuestro se convirtió en un negocio clave para los rebeldes y bandidos locales, incluyendo el de Arbi Barayev, del Regimiento de Propósito Especial Islámico. En un caso particularmente notorio, cuatro ingenieros británicos fueron secuestrados y decapitados. El robo y el contrabando de petróleo también se convirtieron en una importante fuente de ingresos.
Durante su breve período de independencia, Chechenia rápidamente cayó en la anarquía, convirtiéndose en un importante centro para el tráfico de armas (con un mercado de armas en el mismo centro de Grozni), mafiosos que usaban los bancos locales para lavar las ganancias de actividades criminales y señores de la guerra rivales, bandas armadas y terroristas islámicos, todos luchando entre sí por el control. Fue este clima de anarquía que exacerbó las tensiones con Rusia y ayudó a proporcionar justificación para la Segunda Guerra de Chechenia.

## Conexiones con el gobierno checheno
Bajo el gobierno de Ramzan Kadyrov, la criminalización de Chechenia ha dado un giro un tanto diferente al caos de los tiempos de guerra precedentes. Los funcionarios del gobierno han sido acusados de malversación de miles de millones en fondos estatales de Moscú, convirtiendo Chechenia en una especie de "agujero negro" financiero, así como de sobornos para proyectos de construcción más exigentes. También se cree que los Kadyrovtsy son responsables de una serie de asesinatos e intentos de asesinato, algunos de ellos políticos como en el caso de los hermanos Yamadaev, y algunos, como el intento de asesinato al banquero German Gorbuntsov en Londres en 2012.

## En la cultura popular
- La novela El manifiesto negro de Frederick Forsyth, publicada en 1996, incluye en su trama a la mafia chechena.
- La película rusa Brat («Hermano») de 1997 tiene, como parte de su argumento, la figura de un importante mafioso checheno que debe ser eliminado por Danila Bagrov, el protagonista.
- Varios episodios de la serie de televisión rusa de 2002 Brigada incluyen a mafiosos chechenos.
- En la película de 2008 The Dark Knight, una de las facciones del crimen organizado de Gotham City está representada por una figura conocida como "el Checheno", interpretado por Ritchie Coster. El checheno tiene a su disposición un par de perros y es asesinado por orden del Joker (Heath Ledger).
- Al final de la película The Other Guys aparecen mafiosos chechenos y nigerianos.

## Lecturas relacionadas
- Johanna Granville, "Dermokratizatsiya and Prikhvatizatsiya: the Russian Kleptocracy and Rise of Organized Crime", en Demokratizatsiya, vol. 11, no. 3 (verano de 2003): 449–457.

- Datos: Q3843055